# Jämtlands Stora Pris
Jämtlands Stora Pris är Östersundstravets största travlopp för varmblod. Det är ett Grupp 2-lopp, det vill säga ett lopp av näst högsta internationella klass.  Loppet körs över 2140 meter med autostart. Förstapris är 700 000 kronor. 
Loppet går av stapeln i samband med att Östersundstravet anordnar V75 i juni varje år. Under samma dag körs även loppet Storsjöpokalen.
I samband med 2006 års upplaga gjorde Victory Tilly sin karriärs sista start och segrade med Erik Adielsson i sulkyn. Detta var Victory Tillys fjärde seger i loppet, vilket är rekord.

## Rekord
Löpningsrekordet i loppet innehas sedan 2018 av Readly Express som, tillsammans med kusken Jorma Kontio, segrade på tiden 1.10,0. När Readly Express deltog i 2018 års upplaga av Jämtlands Stora Pris var detta hans första start efter hans historiska seger i Prix d'Amérique i januari 2018.

## Vinnare
| År   | Häst               | Kusk                  | Tränare               | Odds  | Tid    | Tvåa               | Trea              |
| ---- | ------------------ | --------------------- | --------------------- | ----- | ------ | ------------------ | ----------------- |
| 2024 | Hail Mary          | Örjan Kihlström       | Daniel Redén          | 2,31  | 1.11,5 | Hustle Rain        | Mellby Jinx       |
| 2023 | Hail Mary          | Örjan Kihlström       | Daniel Redén          | 1,81  | 1.10,4 | Click Bait         | Just Believe      |
| 2022 | Vernissage Grif    | Alessandro Gocciadoro | Alessandro Gocciadoro | 7,49  | 1.12,7 | Milliondollarrhyme | Click Bait        |
| 2021 | Vernissage Grif    | Alessandro Gocciadoro | Alessandro Gocciadoro | 4,29  | 1.11,3 | Wild Love          | Click Bait        |
| 2020 | Handsome Brad      | Carl Johan Jepson     | Ulf Stenströmer       | 8,90  | 1,12.3 | Velvet Gio         | Very Kronos       |
| 2019 | Milligan's School  | Carl Johan Jepson     | Stefan Melander       | 3,55  | 1.11,0 | Double Exposure    | Queer Fish        |
| 2018 | Readly Express     | Jorma Kontio          | Timo Nurmos           | 1,66  | 1.10,0 | Diamanten          | Trendy O.K.       |
| 2017 | Västerbo Highflyer | Per Linderoth         | Daniel Redén          | 7,86  | 1.11,5 | Spring Erom        | On Track Piraten  |
| 2016 | Call Me Keeper     | Erik Adielsson        | Daniel Redén          | 3,21  | 1.11,4 | El Mago Pellini    | Nimbus C.D.       |
| 2015 | Chelsea Boko       | Örjan Kihlström       | Timo Nurmos           | 8,96  | 1.13,3 | El Mago Pellini    | Creatine          |
| 2014 | Mosaique Face      | Adrian Kolgjini       | Lutfi Kolgjini        | 7,90  | 1.12,1 | Sanity             | Oasis Bi          |
| 2013 | Bagley             | Conrad Lugauer        | Conrad Lugauer        | 7,23  | 1.12,9 | Sanity             | Shaq Is Back      |
| 2012 | Formula One        | Erik Adielsson        | Stig H. Johansson     | 3,53  | 1.11,9 | Noras Bean         | Iceland           |
| 2011 | Iceland            | Stefan Melander       | Stefan Melander       | 18,43 | 1.11,6 | Yarrah Boko        | Year In Review    |
| 2010 | Torvald Palema     | Åke Svanstedt         | Åke Svanstedt         | 1,53  | 1.12,1 | Beanie M.M.        | Global Investment |
| 2009 | Glen Kronos        | Johnny Takter         | Lutfi Kolgjini        | 3,60  | 1.11,8 | Acclaim            | S.J.'s Photocopy  |
| 2008 | Finders Keepers    | Åke Svanstedt         | Åke Svanstedt         | 3,87  | 1.13,2 | Triton Sund        | Conny Nobell      |
| 2007 | Gentleman          | Thomas Uhrberg        | Kari Lähdekorpi       | 2,06  | 1.13,2 | Finders Keepers    | Amour Ami         |
| 2006 | Victory Tilly      | Erik Adielsson        | Stig H. Johansson     | 1,36  | 1.13,1 | Galaxy Chip Om     | Triton Sund       |
| 2005 | Tsar d'Inverne     | Erik Adielsson        | Robert Bergh          | 8,01  | 1.14,3 | Flying Herkules    | General du Lupin  |
| 2004 | Victory Tilly      | Stig H. Johansson     | Stig H. Johansson     | 2,11  | 1.13,5 | Ebbes Arnie L.J.   | Picture Ås        |
| 2003 | Scarlet Knight     | Stefan Melander       | Stefan Melander       | 1,24  | 1.12,2 | Lass Sefyr         | Origo Giant       |
| 2002 | Victory Tilly      | Stig H. Johansson     | Stig H. Johansson     | 1,27  | 1.12,7 | Com Hector         | Hearth Boy Laday  |
| 2001 | Igor Brick         | Örjan Kihlström       | Stefan Melander       | 4,67  | 1.14,0 | Fridhems Ambra     | Baron Pepper      |
| 2000 | Victory Tilly      | Stig H. Johansson     | Stig H. Johansson     | 1,10  | 1.12,7 | The Bad Boy        | King Kruzer       |
| 1999 | Baron Pepper       | Stig H. Johansson     | Stig H. Johansson     | 1,67  | 1.13,4 | Petit Aubiose      | The Bad Boy       |
| 1998 | Remington Crown    | Robert Bergh          | Robert Bergh          | 21,68 | 1.15,0 | Zoogin             | Krama Käll        |
| 1997 | Zoogin             | Åke Svanstedt         | Åke Svanstedt         | 1,15  | 1.14,3 | Rite On Line       | Prince R.S.       |
| 1996 | Zoogin             | Åke Svanstedt         | Åke Svanstedt         | 1,34  | 1.13,7 | Prince R.S.        | Scandal Play      |
| 1995 | Zoogin             | Åke Svanstedt         | Åke Svanstedt         | 5,48  | 1.13,2 | Copiad             | Rambrico          |